# Строитель (город)
Строи́тель — город (с 2000) в Белгородской области России, административный центр Яковлевского района (городского округа). Самый молодой город области.

## География

### Физико-географическое положение
Строитель расположен на южной окраине среднерусской возвышенности, на расстоянии около 700 километров к югу от Москвы, в 21 км от Белгорода, в 5 км восточнее реки Ворсклы, притока Днепра

### Климат
Климат Строителя умеренно континентальный, с жарким сухим летом и изменчивой прохладной зимой.
Зима умеренно-морозная, часто бывают как оттепели, сопровождающиеся дождями (особенно в декабре), так и понижения температуры ниже −20 °C, которые могут продолжаться до недели и более. Лето тёплое, в отдельные годы — дождливое или засушливое. Осень мягкая и дождливая.

### Природа
Город находится в лесостепной полосе, в чернозёмной зоне.

### Часовой пояс
Строитель и вся Белгородская область находятся в часовом поясе, обозначаемом по международному стандарту как Moscow Time Zone (MSK). Смещение относительно UTC составляет +3:00. Время в Строителе опережает географическое поясное время на один час.

## История
Заложен как посёлок в 1958 году в связи со строительством Яковлевского рудника. Решением исполнительного комитета Белгородского областного Совета депутатов трудящихся от 1 апреля 1960 года поселок строителей треста «Белгородрудстрой» Томаровского района отнесен к категории рабочих поселков, с присвоением ему наименования — рабочий поселок Строитель. В 1965 году был создан Яковлевский район с центром в рабочем поселке Строителе. В 2000 году получил статус города. В 2005 году на Яковлевском руднике была добыта первая партия железной руды.
С 2004 до 2018 годы в составе ныне упразднённого Яковлевского муниципального района образовывал одноимённое муниципальное образование город Строитель со статусом городского поселения.

## Население
| 1970    | 1979    | 1989    | 2001    | 2002    | 2003    | 2005    | 2007    | 2008    |
| ------- | ------- | ------- | ------- | ------- | ------- | ------- | ------- | ------- |
| 3924    | ↗9895   | ↗14 271 | ↗17 800 | ↗18 400 | →18 400 | ↗20 100 | ↗21 400 | ↗21 900 |
| 2009    | 2010    | 2012    | 2013    | 2014    | 2015    | 2016    | 2017    | 2018    |
| ↗22 464 | ↗23 933 | ↗24 211 | ↗24 260 | ↘24 192 | ↘24 185 | ↗24 322 | ↗24 526 | ↘24 392 |
| 2019    | 2020    | 2021    |         |         |         |         |         |         |
| ↘24 038 | ↗24 104 | ↘23 780 |         |         |         |         |         |         |

На 1 января 2025 года по численности населения город находился на 591-м месте из 1124 городов Российской Федерации.
Строитель входит в Белгородскую агломерацию с численностью населения более 0,5 млн человек. Часть населения города занята на предприятиях города Белгорода.

## Экономика

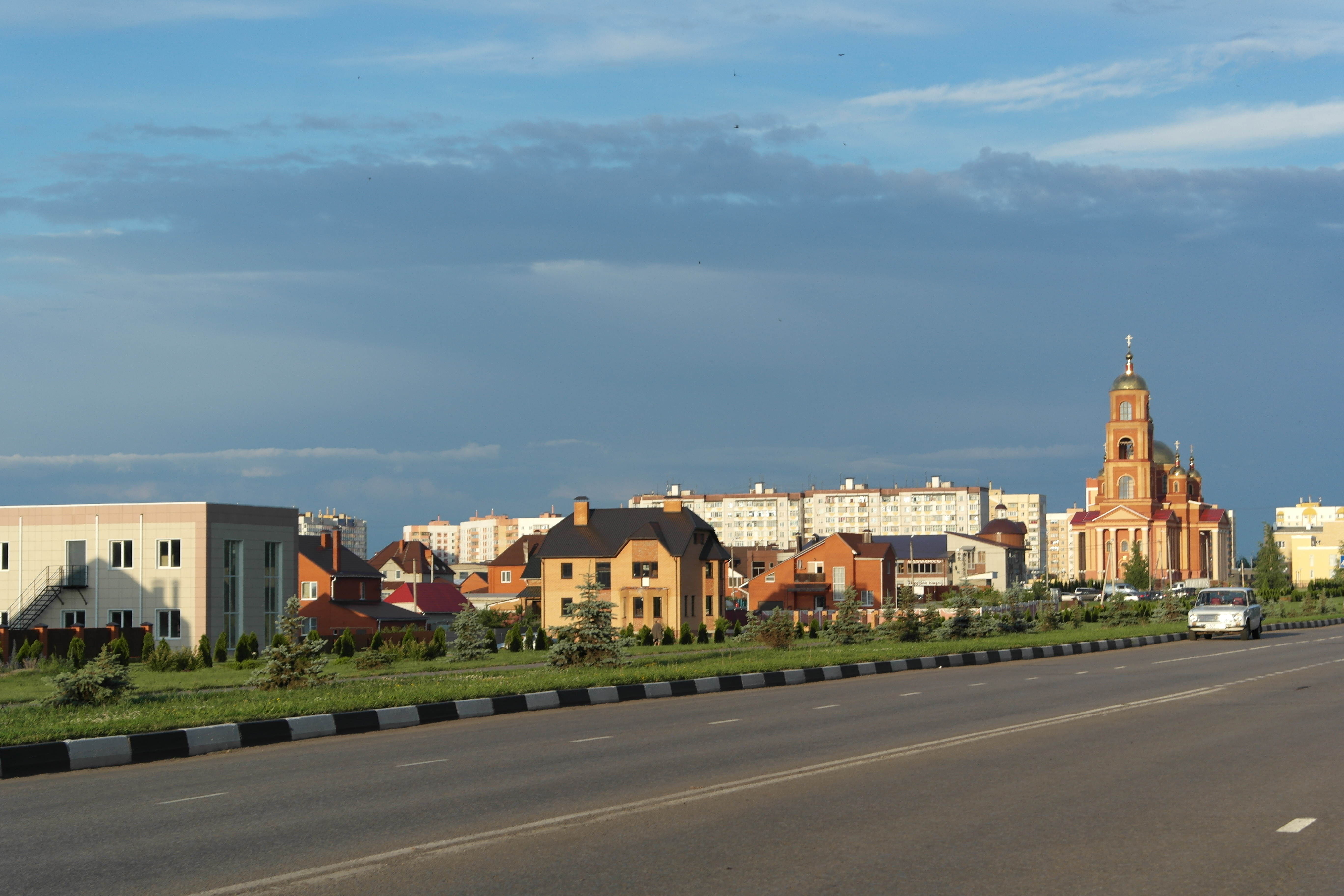
Строитель в 2014 году

В городе действуют комбинат железобетонных изделий, комбинат стройматериалов, завод монтажных заготовок, Яковлевский рудник, мясоперерабатывающий завод, ООО «Яковлевостройдеталь», ЗАО Белгородское СМУ «Союзшахтоосушение».

## Транспорт
Внутригородской транспорт представлен автобусами и маршрутными такси.
С автовокзала города регулярно отправляются автобусы в Белгород, Прохоровку, Обоянь, Курск, Томаровку.
Город связан тупиковой железнодорожной веткой со станцией Томаровка. Пассажирского движения по железной дороге нет.

## Культура
- Краеведческий музей — основан в 1995 году. В музее имеется 4 зала: Вводный зал, Зал природы, Зал истории XVII— 1930-е гг., Зал современной истории.
- Дом культуры «Звездный» — был открыт в 2004 году на улице Ленина. В дворце работают вокальная студия, студия бальных танцев, секция аэробики, шахматный клуб.

## СМИ

### Радио
| Частота   | Название                     | Мощность | Место вещания    | Высота | RDS |
| 87,6 МГц  | Studio 21                    | 1 КВт    | РТПС Белгород    | 110 м. | +   |
| 88,3 МГц  | Радио «Радио»                | 500 Вт   | РТПС Белгород    | м.     | +   |
| 88,7 МГц  | Радио Маяк / ГТРК Белгород   | 1КВт     | РТПС Белгород    | 195 м. | -   |
| 89,6 МГц  | план Радио Книга             |          | РТПС Белгород    |        |     |
| 90,7 МГц  | Радио КП                     | 500 Вт   | РТПС Белгород    | м.     | +   |
| 91,4 МГц  | RECORD / план Маруся фм      | 1 КВт    | РТПС Белгород    | 185 м. | +   |
| 92,0 МГц  | план                         |          |                  |        |     |
| 100,9 МГц | Мир Белогорья                | 1 КВт    | РТПС Белгород    | 185 м. | -   |
| 101,7 МГц | Новое радио                  | 1 КВт    | РТПС Белгород    | 110 м. | +   |
| 102,2 МГц | Русское радио                | 1 КВт    | РТПС Белгород    | 185 м. | -   |
| 102,7 МГц | Радио 7                      | 1 КВт    | РТПС Белгород    |        | +   |
| 103,2 МГц | план                         |          |                  |        |     |
| 103,6 МГц | Европа Плюс                  | 1 КВт    | Студенческая, 16 | 65 м.  | +   |
| 104,2 МГц | NRJ                          | 1 КВт    | РТПС Белгород    | м.     | +   |
| 104,7 МГц | Comedy Radio                 | 1 КВт    | РТПС Белгород    | 110 м. | +   |
| 105,9 МГц | Вести FM                     | 1 КВт    | РТПС Белгород    | 195 м. | -   |
| 106,3 МГц | Ретро FM                     | 1 КВт    | РТПС Белгород    | 120 м. | +   |
| 106,8 МГц | Дорожное радио               | 5 КВт    | РТПС Белгород    | 185 м. | +   |
| 107,2 МГц | Радио России / ГТРК Белгород | 1 КВт    | РТПС Белгород    | 195 м. | -   |
| 107,7 МГц | Авторадио                    | 1 КВт    | РТПС Белгород    | 110 м. | +   |

### Телевидение
| Частота | Название                                                                           | Мощность | Место вещания | Высота |
| 6       | Первый канал                                                                       | 1 КВт    | РТПС Белгород | 175 м. |
| 12      | Россия 1 / ГТРК Белгород                                                           | 1 КВт    | РТПС Белгород | 175 м. |
| 27      | НТВ                                                                                | 1 КВт    | РТПС Белгород | 190 м. |
| 29      | Россия К                                                                           | 1 КВт    | РТПС Белгород | 190 м. |
| 34      | Матч ТВ                                                                            | 0.5 КВт  | РТПС Белгород | 120 м. |
| 37      | СТС                                                                                | 1 КВт    | РТПС Белгород | 185 м. |
| 39      | Домашний / Мир Белогорья (заявка: Третий мультиплекс цифрового телевидения России) | 1 КВт    | РТПС Белгород | 136 м. |
| 41      | Канал Disney                                                                       | 1 КВт    | РТПС Белгород | 130 м. |
| 43      | Первый мультиплекс цифрового телевидения России                                    | 5 КВт    | РТПС Белгород | 180 м. |
| 44      | ТВ Центр                                                                           | 0.5 КВт  | РТПС Белгород | 146 м. |
| 46      | Второй мультиплекс цифрового телевидения России                                    | 5 КВт    | РТПС Белгород | 180 м. |
| 47      | Че                                                                                 | 0.1 КВт  | РТПС Белгород | 148 м. |
| 50      | Звезда                                                                             | 1 КВт    | РТПС Белгород | 204 м. |
| 59      | Пятый канал                                                                        | 0.1 КВт  | РТПС Белгород | 140 м. |

Местные телеканалы:
- ГТРК Белгород (выходит в эфир на каналах Россия-1 и Россия-24);
- Мир Белогорья (собственное программирование в кабельных и спутниковых сетях, онлайн, в аналоговом вещании — совместно с телеканалом Домашний);
- Белгород 24 (самостоятельный телеканал в кабельных сетях).